# Jakob Friedrich Aberli
Jakob Friedrich Aberli (Winterthur, 24 settembre 1800 – Winterthur, 19 dicembre 1872) è stato un pittore svizzero.

## Biografia
Figlio del pittore Johann Ludwig Aberli, del quale fu allievo, fu attivo a Lione, Parigi e, dal 1828, a Zurigo, dove ebbe buon successo commerciale e divenne membro della «Società degli artisti». Nel 1845 tornò nella città natale, dove rimase fino alla morte.